# Punakha (distrikt)
Punakha (Dzongkha: སྤུ་ན་ཁ་རྫོང་ཁག་; Wylie: Spu-na-kha rdzong-khag) är ett av Bhutans tjugo distrikt (dzongkha). Huvudort är Punakha.
Distriktet har cirka 17 715 invånare på en yta av 977 km².

## Administrativ indelning
Distriktet är indelat i elva gewog:
- Barp Gewog
- Chhubu Gewog
- Dzomo Gewog
- Goenshari Gewog
- Guma Gewog
- Kabjisa Gewog
- Lingmukha Gewog
- Shenga Bjime Gewog
- Talo Gewog
- Toepisa Gewog
- Toewang Gewog

Punakha (distrikt)
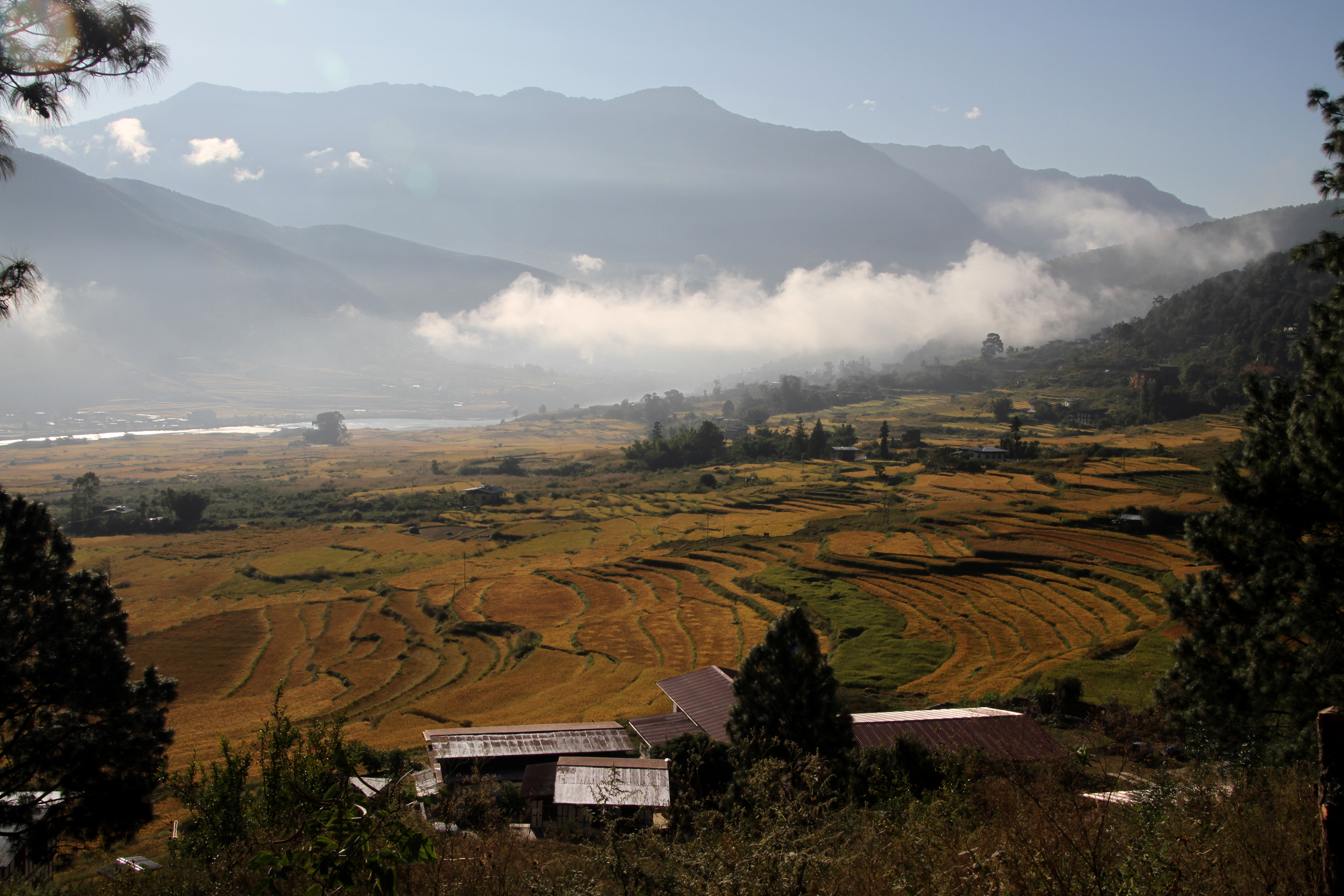
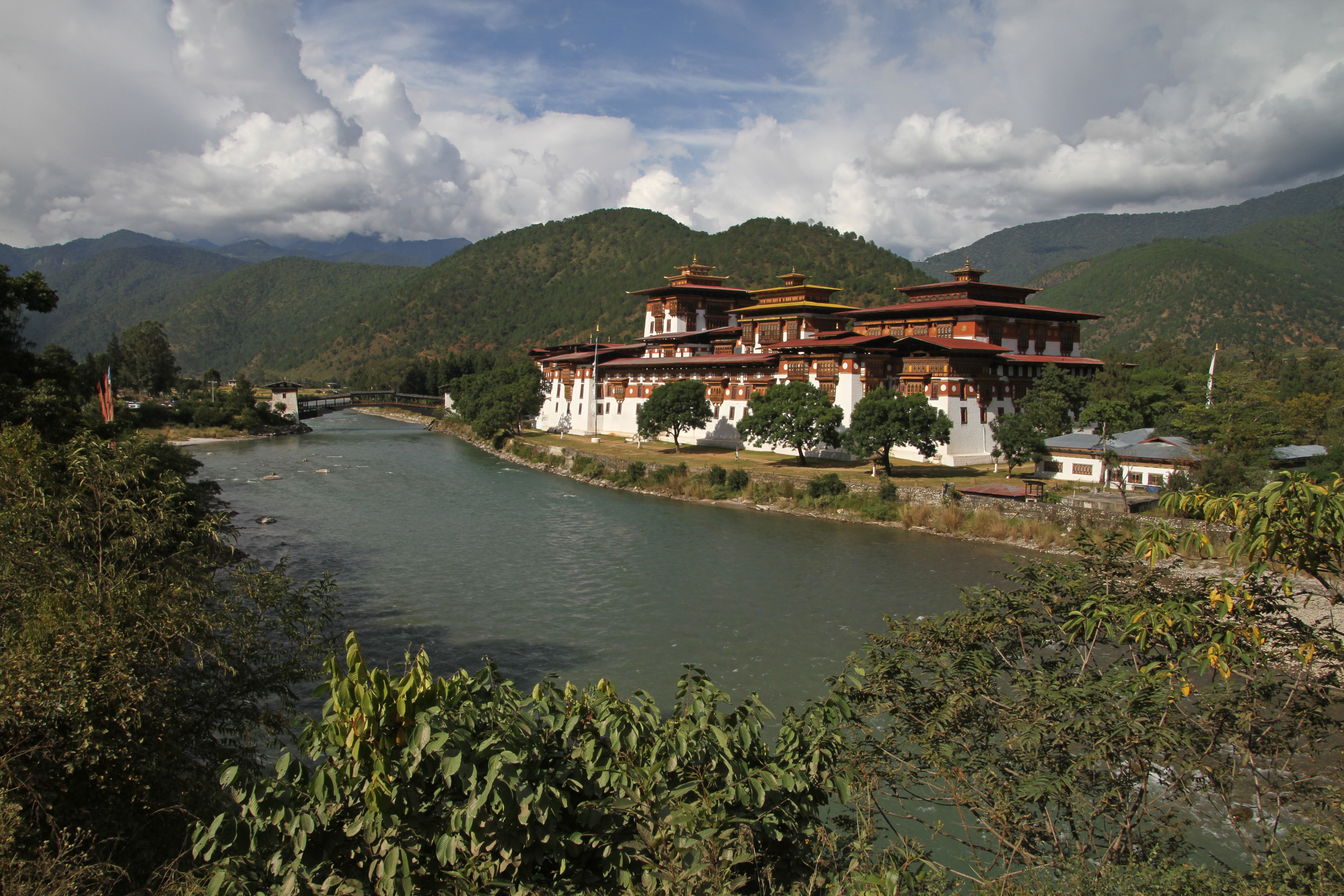
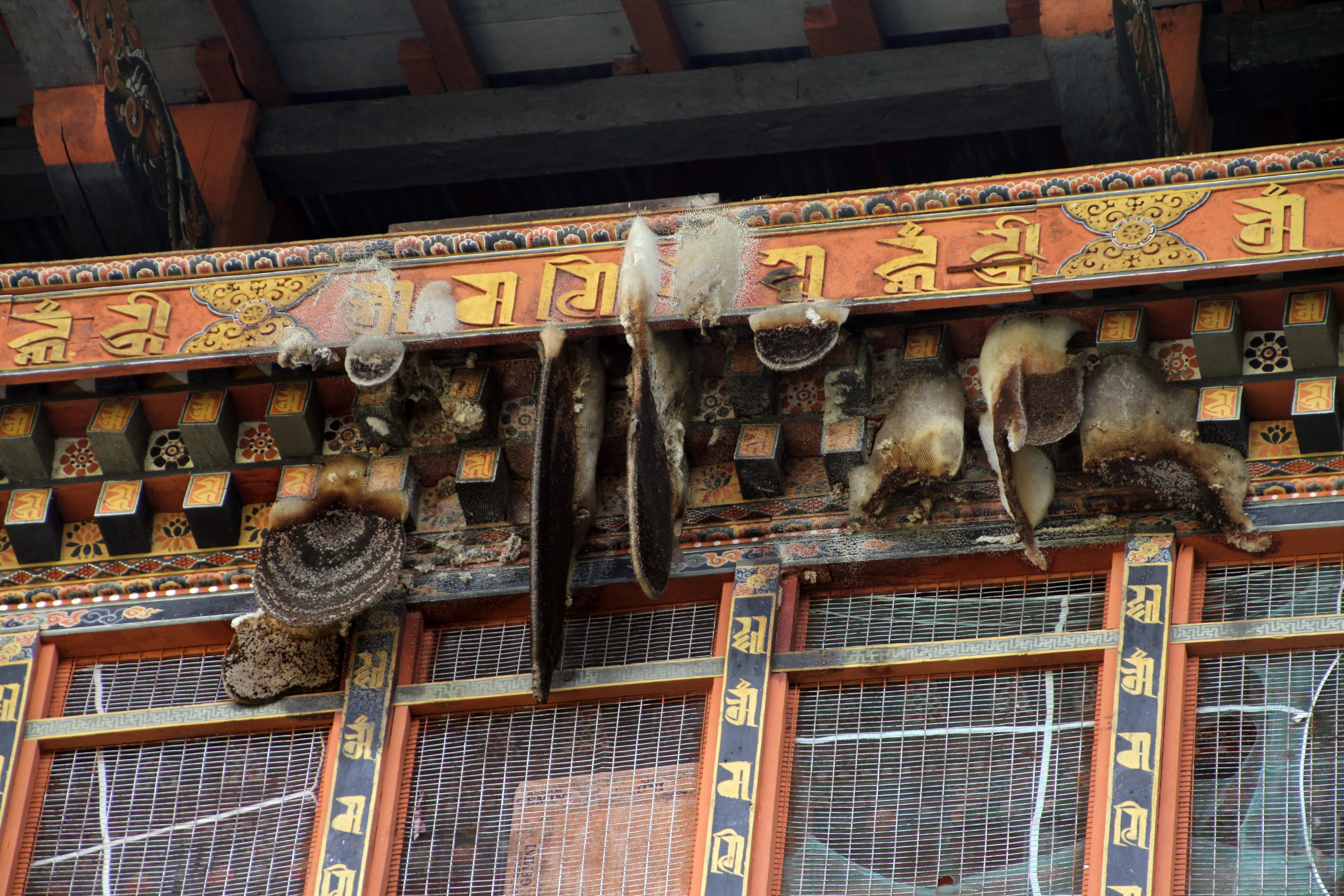
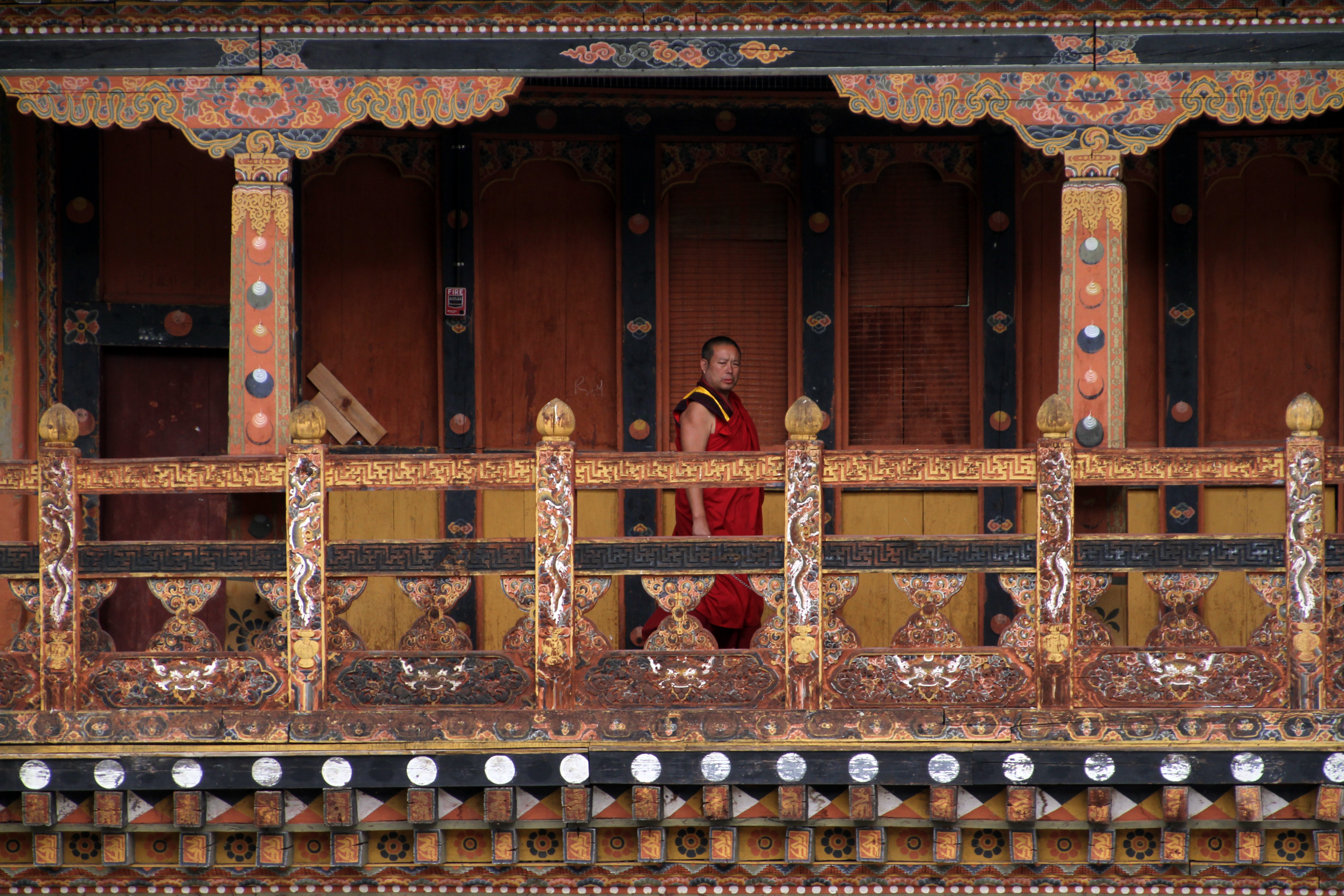
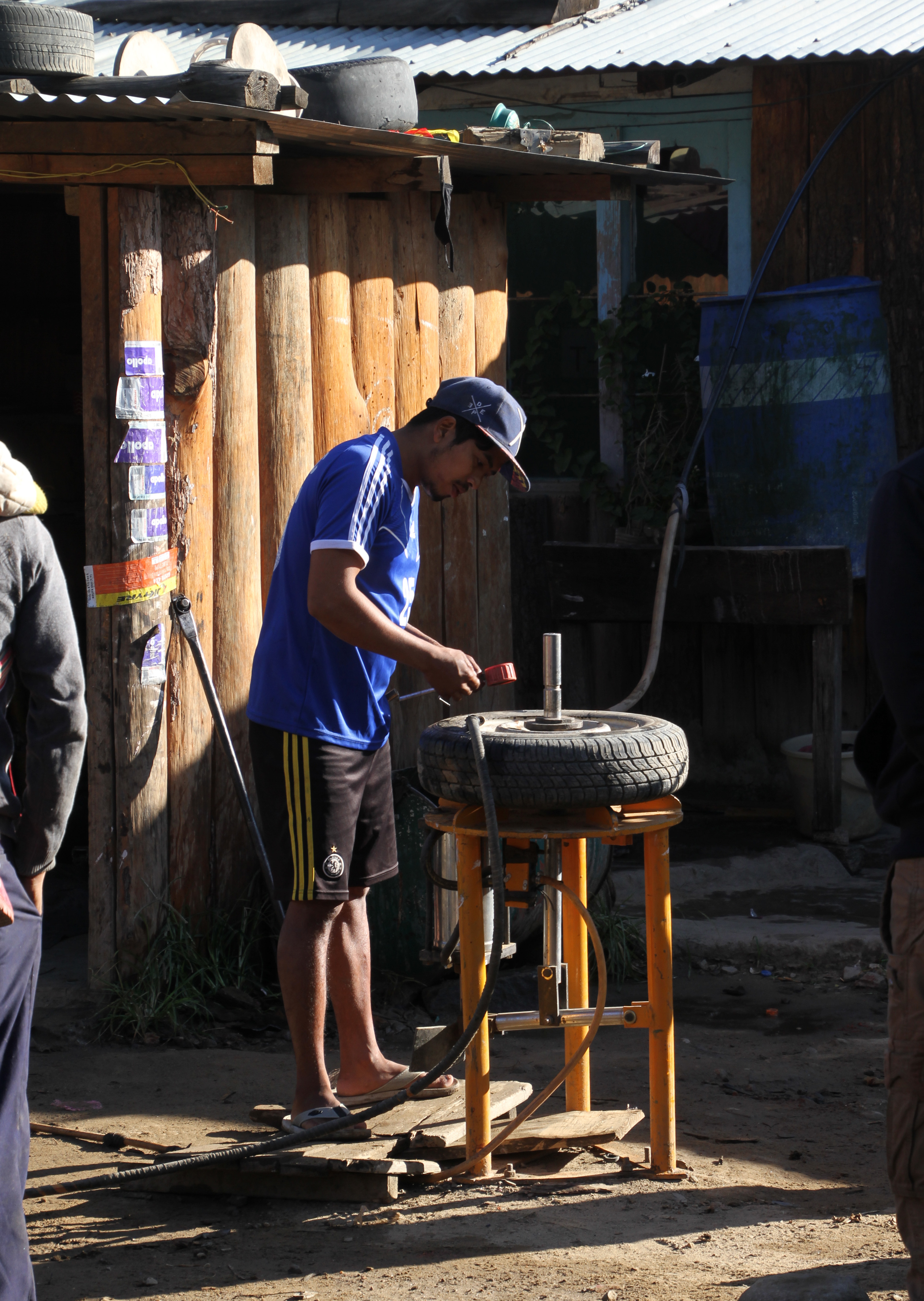
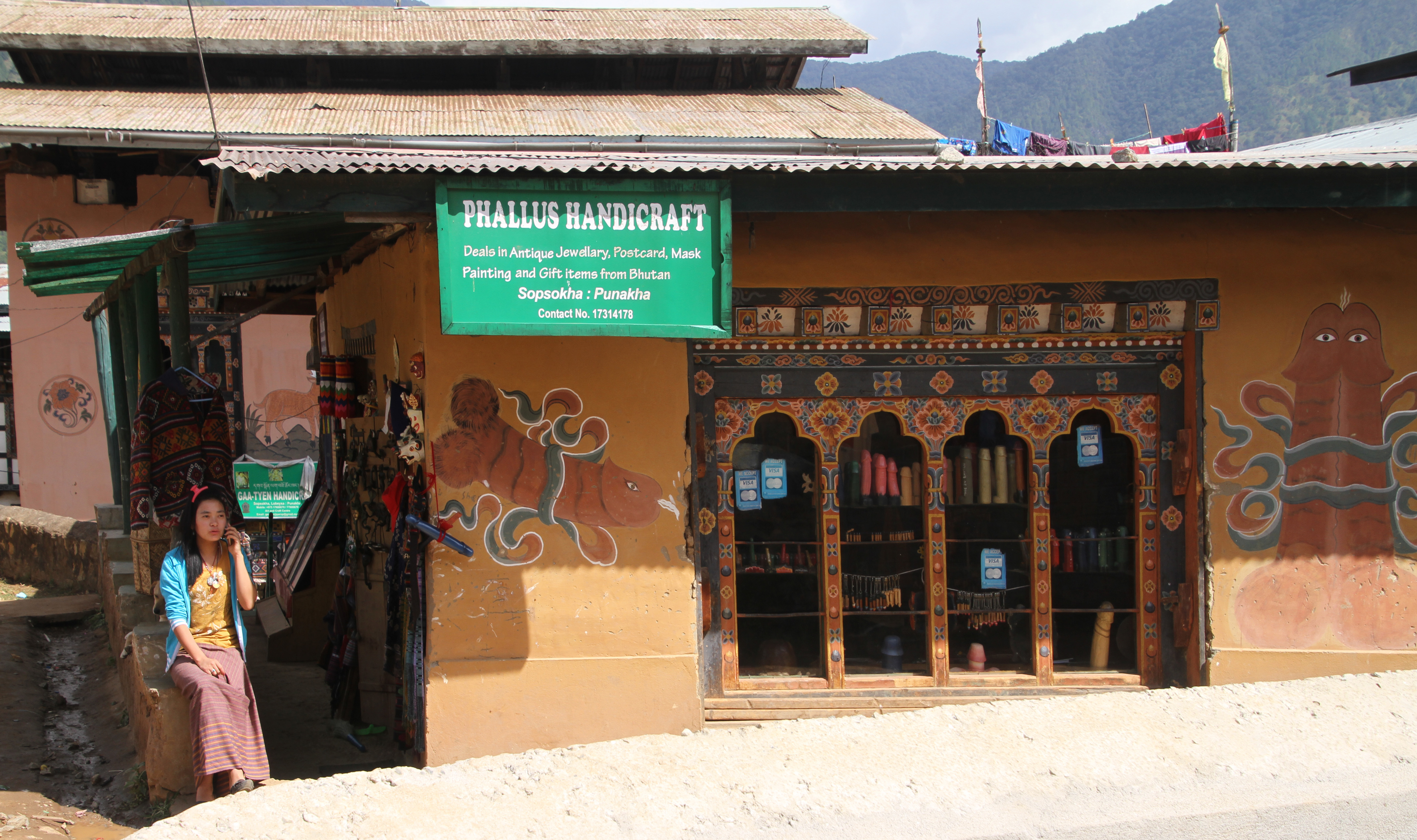
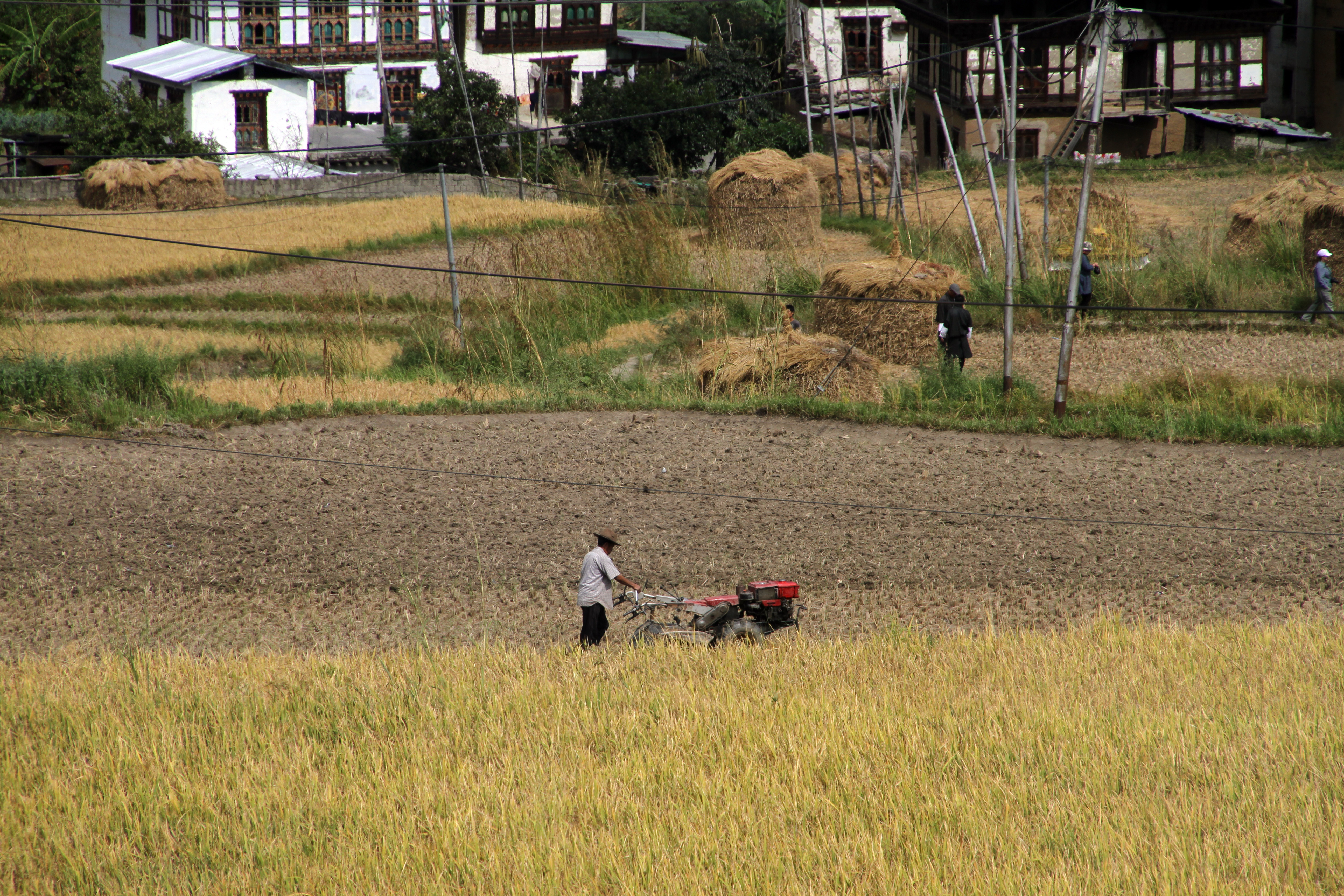
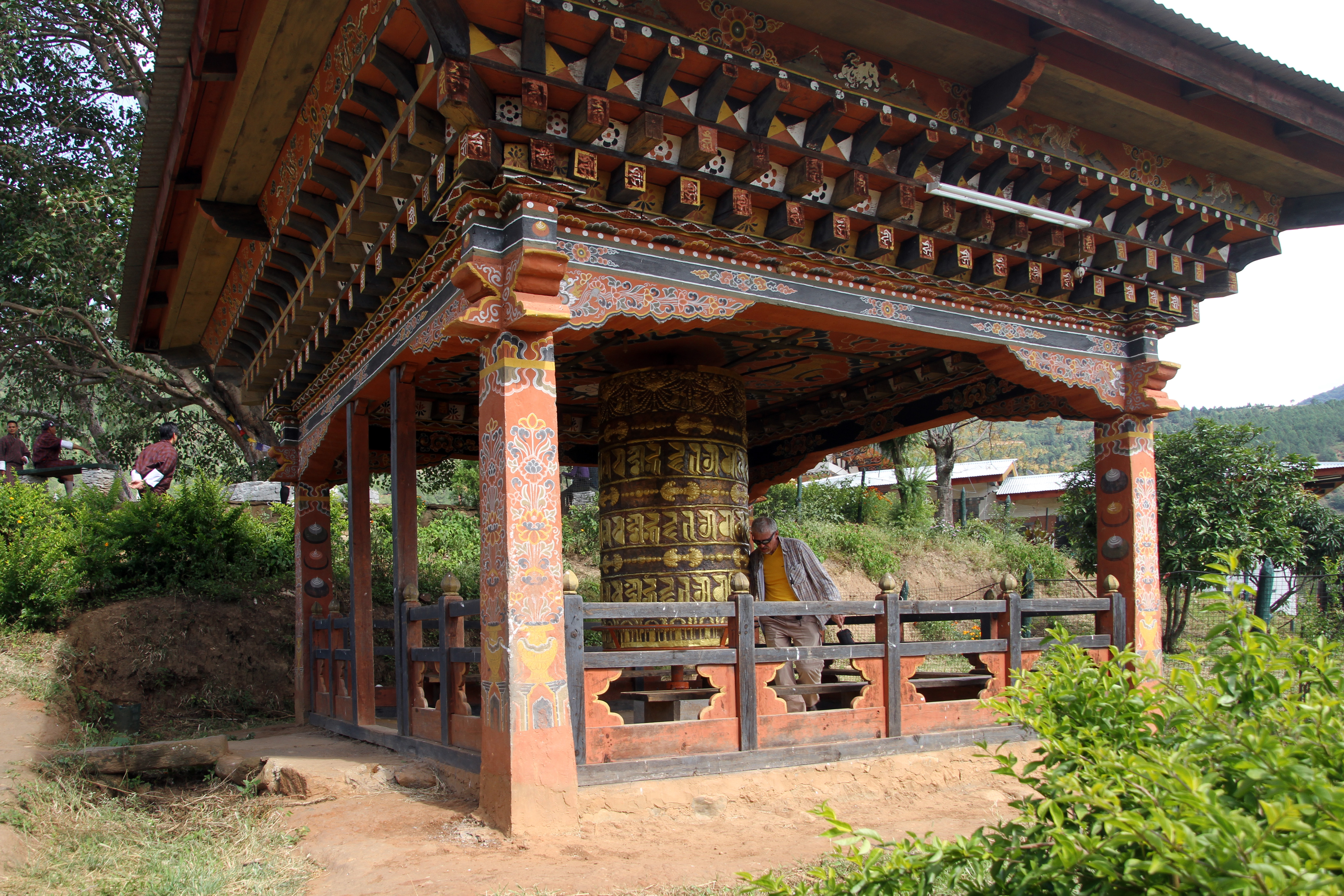